# 栄橋町
栄橋町（さかえばしちょう）は、大阪府堺市堺区にある地名。2024年現在の行政地名は栄橋町一丁から栄橋町二丁。住居表示は実施済。

## 地理
堺区の西部に位置する。北東は竪川を境に戎島町、南東は内川を境に甲斐町西、南西は竜神橋町、北西は大浜北町と接する。南東から順に一丁から二丁がある。

### 河川
- 竪川
  - 竪川橋
- 土居川
  - 勇橋
  - 栄橋
  - 竜神橋

## 歴史

### 沿革
- 1959年（昭和34年）、堺市栄橋通1 - 2丁と大浜通1 - 4丁・竜神橋通1 - 2丁の各一部より、栄橋町成立[6]。
- 2006年（平成18年）、堺市が政令指定都市に移行し、行政区を設置。栄橋町は堺区の所属となる。

## 世帯数と人口
2024年（令和6年）9月30日現在の世帯数と人口は以下の通りである。
| 丁         | 世帯数  | 人口    |
| ---------- | ------- | ------- |
| 栄橋町一丁 | 483世帯 | 617人   |
| 栄橋町二丁 | 238世帯 | 391人   |
| 計         | 721世帯 | 1,008人 |

### 人口の変遷
国勢調査による人口の推移。
| 1995年（平成7年）  | 311人   | [ 7 ]  |  |
| 2000年（平成12年） | 638人   | [ 8 ]  |  |
| 2005年（平成17年） | 662人   | [ 9 ]  |  |
| 2010年（平成22年） | 857人   | [ 10 ] |  |
| 2015年（平成27年） | 931人   | [ 11 ] |  |
| 2020年（令和2年）  | 1,028人 | [ 12 ] |  |

### 世帯数の変遷
国勢調査による世帯数の推移。
| 1995年（平成7年）  | 159世帯 | [ 7 ]  |  |
| 2000年（平成12年） | 362世帯 | [ 8 ]  |  |
| 2005年（平成17年） | 381世帯 | [ 9 ]  |  |
| 2010年（平成22年） | 598世帯 | [ 10 ] |  |
| 2015年（平成27年） | 680世帯 | [ 11 ] |  |
| 2020年（令和2年）  | 776世帯 | [ 12 ] |  |

## 学区
市立小・中学校に通う場合、学区は以下の通りとなる。
| 丁         | 番   | 小学校         | 中学校           |
| ---------- | ---- | -------------- | ---------------- |
| 栄橋町一丁 | 全域 | 堺市立市小学校 | 堺市立月州中学校 |
| 栄橋町二丁 | 全域 | 堺市立市小学校 | 堺市立月州中学校 |

## 事業所
2021年（令和3年）現在の経済センサス調査による事業所数と従業員数は以下の通りである。
| 丁         | 事業所数 | 従業員数 |
| ---------- | -------- | -------- |
| 栄橋町一丁 | 51事業所 | 574人    |
| 栄橋町二丁 | 33事業所 | 154人    |
| 計         | 84事業所 | 728人    |

## 交通

### 道路
- 海岸通り（国道26号）

## 施設
- 神明神社
- 豊彦稲荷神社

## 郵便
- 郵便番号：590-0971[3]（集配局：堺郵便局[15]）。

## ギャラリー

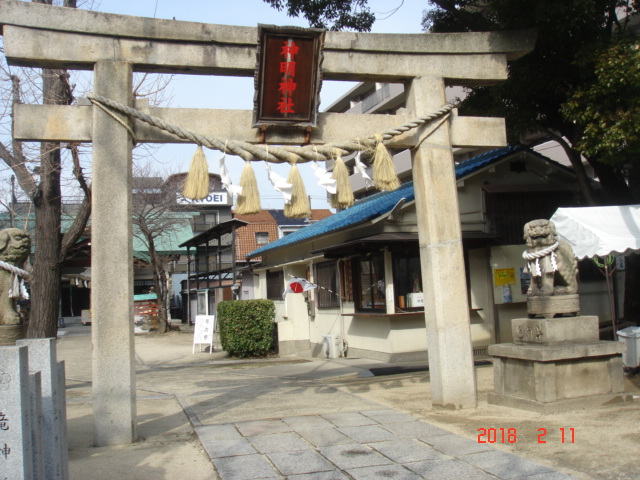
神明神社
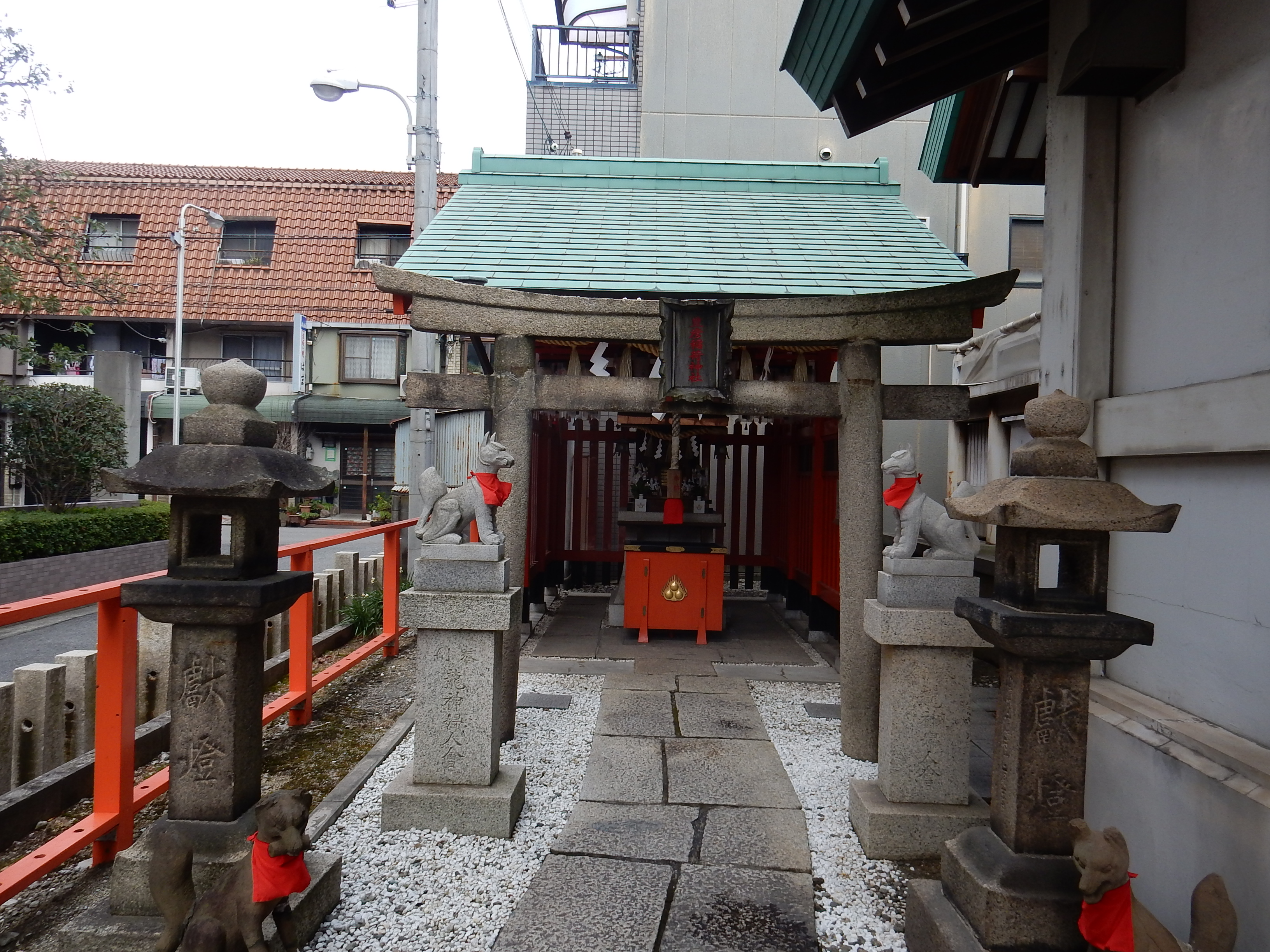
豊彦稲荷神社